# Air Batu (Talang Kelapa)
Air Batu is een bestuurslaag in het regentschap Banyuasin van de provincie Zuid-Sumatra, Indonesië. Air Batu telt 11.244 inwoners (volkstelling 2010).